# Solarpunk

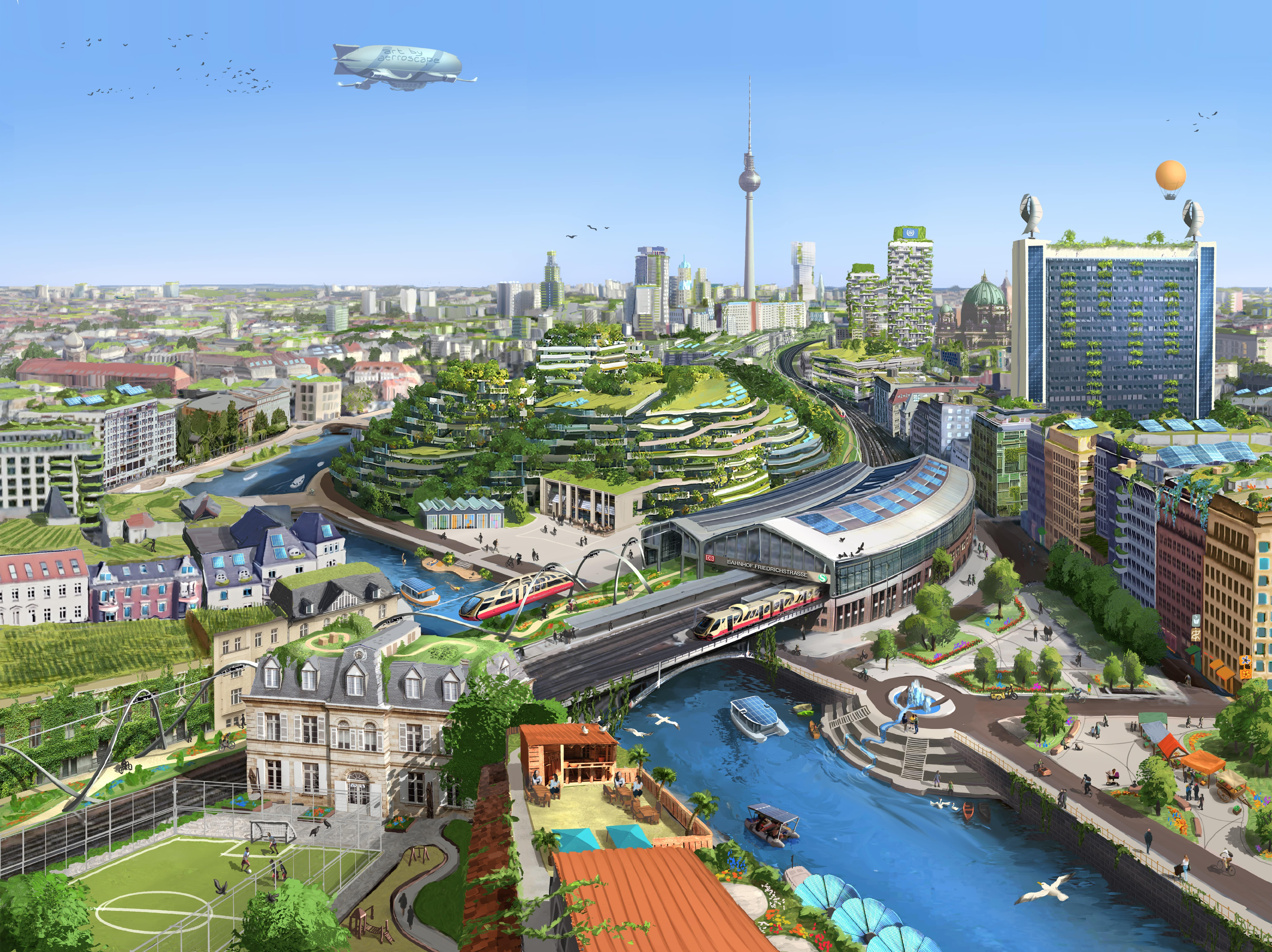
Berlin como utopia 2048, en estilo solarpunk

El solarpunk o greenpunk es un movimiento que propone tomar los elementos culturales de la sociedad de masas, de los cuales se han valido las élites, para doblegarlos y usarlos a favor de la sociedad, y así resolver los problemas sociales; dando la vuelta al consumismo a favor de un mundo verde, y fomentando las visiones optimistas del futuro acerca de los problemas medioambientales actuales, como son el calentamiento global y la contaminación, así como la desigualdad social. El solarpunk abarca un espectro de artes y géneros como son literatura, arte, arquitectura, moda, música, y juegos. El solarpunk toma como temática las energías renovables y la tecnología en general, para tratar de generar una visión de futuro positiva para la humanidad; por otra parte, también aborda el uso de medios menos tecnológicos para reducir emisiones de carbono, como sería el caso de la jardinería y la permacultura. El solarpunk es además un subgénero dentro del género de ficción especulativa y más concretamente de clima ficción; algunos de sus ejemplos más conocidos son Solarpunk: Ecological and Fantastical Stories in a Sustainable World y Sunvault: Stories of Solarpunk and Eco-Speculation.

## Historia
Las primeras ideas sobre solarpunk pueden localizarse hacia el año 2008; en aquel año, un blog llamado Republic of the Bees (República de las abejas) publicó la entrada “From Steampunk to Solarpunk.” La publicación empieza a conceptualizar el Solarpunk como género literario inspirado en el steampunk. 
En 2009, Matt Staggs, un publicista literario que se especializa en ficción especulativa, presentó un "Manifiesto GreenPunk".
En 2012, se publicó la primera antología solarpunk, Solarpunk: Histórias ecológicas e fantásticas em um mundo sustentável, en Brasil; y cuya traducción inglesa fue publicada en 2018.
Solarpunk generó más interés en mayo de 2014 cuando Miss Olivia Louise en su perfil de Tumblr hizo una publicación que comenzaba a establecer una estética solarpunk. En septiembre de 2014 se publicó Solarpunk: Notes toward a manifesto. El autor, Adam Flynn, mencionaba la publicación de Miss Louise de Olivia como inspiración.
En octubre de 2019 sale a la luz A Solarpunk Manifesto, "una readaptación creativa de las ideas solarpunk descritas por mucha gente", firmado por La Comunidad Solarpunk.
En noviembre de 2020 A Solarpunk Manifesto aparece en el primer libro solarpunk escrito en castellano por Alessandro Ardovini y Simranjit Bison: La Rueda: Una novel·la il·lustrada sobre permacultura en clave solarpunk
El solarpunk es heredero directo del steampunk y el cyberpunk. El steampunk imagina, desde la distopía romántica, una historia nueva y un mundo que funciona con tecnología de vapor como fuente principal de energía en lugar de la electricidad actual, mientras que el solarpunk visualiza fuentes de energía renovable como la fuente básica de energía. El cyberpunk aporta, desde el nihilismo, la visión de futuros determinados por tecnologías que provocan deshumanización. Ambos, cyberpunk y solarpunk, imaginan futuros posibles partiendo de las preocupaciones presentes, pero mientras que el cyberpunk enfatiza qué es lo que puede ir mal, el solarpunk imagina qué puede mejorar. 

### Literatura
La ficción solarpunk es un subgénero de ficción especulativa. que incluye novelas, cuentos, y poesía. Por lo general, la vertiente narrativa del género tiende a retratar futuros optimistas en los que de diferentes maneras se solventan problemas ecológicos contemporáneos tales como el cambio climático, la contaminación o la extinción masiva de especies. A nivel editorial, el género se ha popularizado en el formato de compendios de relatos, con colecciones que abordan diversas temáticas (desde historias fantásticas protagonizadas por dragones, hasta textos de corte cyberpunk). Pese a que existen colecciones publicadas en diversos países, la gran mayoría de los tomos, así como de textos académicos o divulgativos sobre el género proceden de Estados Unidos.
En 2020 fue publicado el primer libro solarpunk en español y que además pone en relación el solarpunk con la permacultura: La Rueda: Una novel·la il·lustrada sobre permacultura en clave solarpunk

### Estética

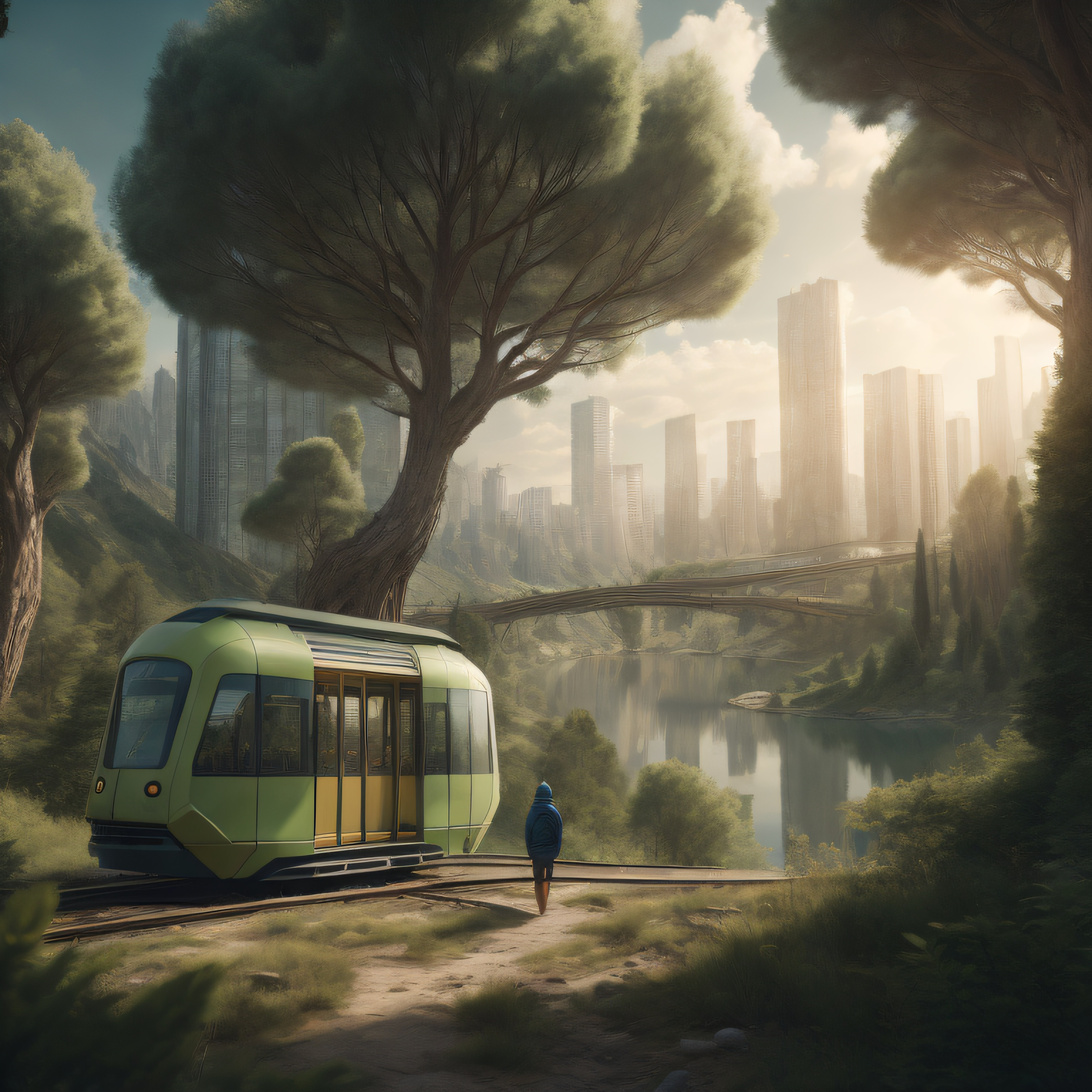
Imagen generada por inteligencia artifial mostrando tópicos recurrentes en la estética del Solarpunk.

La estética solarpunk usa motivos naturales y es altamente ornamental, siendo una reacción contra la estética contemporánea mainstream. Toma inspiración del Art Nouveau y el movimiento de Arts and Crafts, tomando como propio el énfasis en el trabajo a mano del movimiento.
Así mismo, cuenta con cierta carga de romanticismo en el uso de elementos como la tierra fértil y la frondosa vegetación, reflejados a lo largo de la historia por diversas religiones, como la cristiana, por el anhelo de un nuevo edén, esta vez construido con nuestras propias manos.

### Política
El solarpunk sigue la idea de crear un mundo mejor, que lucha en contra de las desigualdades, a favor del desarrollo social de todas las personas por igual y es claramente anticapitalista, ya que solo así el planeta podrá sobrevivir. El movimiento solarpunk está motivado para actuar acorde con las creencias solarpunk para contribuir a la creación del futuro optimista que imaginan. La práctica solarpunk del movimiento se materializa de varias formas, desde el trabajo utópico revolucionario para acabar con el sistema capitalista establecido, y parerializandolo poco a poco a través de las ecoaldeas, acciones más discretas como cultivar la propia comida o el DIY, siempre atendiendo a lograr una convivencia que cuide de la sociedad y de la naturaleza, mostrando una tendencia hacia el cambio de modelo productivo y la resignificación del término «progreso».